# 죽음의 부대
죽음의 부대(영어: death squads, 스페인어: escuadrones de la muerte)는 주로 제3세계의 각국, 특히 라틴 아메리카에서 행해지고 있던(혹은 현재도 계속되고 있다고 보인다), 냉전기에는 반공주의, 근래에는 테러와의 전쟁 등을 명목으로 한 시민에 대한 암살 작전을 실행하는 백색 테러 그룹의 총칭이다.

## 개요
많은 경우, 미국 육군 미주 학교(현 서반구 안전 보장 협력 연구소) 나 이스라엘, 스페인 등의 지원에 의해 훈련된, 군이나 정보 기관·경찰과 같은 국가기관, 또는 자경단 등의 민병 등에 의해 행해진다. 군이나 경찰의 관여가 증명되었을 경우 초법규적 처형 등으로 불린다. 저격으로 살해하는 경우도 있지만 유괴가 따르는 것도 많아,  사체가 발견될 때까지는 강제 실종으로 불려(=납치), 피해자는 고문에 걸칠 수 있는 것도 많다. 치안 기관에 의한 이러한 인권침해는 아르헨티나와 같은 일부의 나라를 제외해, 기본적으로 처벌되지 않는다.
아메리카 합중국 등에서는 「죽음의 부대는 사회 질서를 유지하기 위해서 활동하므로 테러리즘 조직은 아니다」라는 주장이 보인다. 또 그들의 표적으로는 노숙자나 부랑아가 더해지는 경우도 있다. 죽음의 부대는 대체로 지배층의 이데올로기, 신앙, 계층, 인종 등에 의해 향해진다(집단 학살의 실행 수단의 하나이다).

## 중미 카리브해 제국
중미나 카리브해 제국에서는, 미국 기업 유나이티드 프루츠, 실업수당, 데르몬테 등이 진출해 각사는 바나나나 커피나 설탕 등의 플랜테이션을 펼치고 있었다(바나나 공화국).
중미는 크리오료에 의한 독재 정권이 많았지만, 군인 대통령에게는 메스티조도 꽤 있었으므로(엘살바도르의 마르티네스 등) 백인 만이라는 것은 남아 적절하지 않다. 민주화 운동으로부터 게릴라 투쟁까지 폭은 있지만 각국에서 각각의 움직임이 있었다. 운하 건설 등을 도모하는 미국과 영국의 간섭을 받아 전쟁이나 침략이 잇따랐다(파나마 운하 참조). 때때로 성립한 좌파 정권등은 반드시 공산주의를 내걸지 않았지만 쿠바 혁명 이후, 쿠바와 같이 무력혁명을 목표로 한 게릴라가 활동하게 되면, 거기에 저항한 정부도 반공 주의를 내걸어 죽음의 부대의 활동이 활발해졌다.
게릴라와의 내전이 격화하면, 이미 정부는 죽음의 부대에 의지하지 않고, 정부군은 직접 게릴라와 관계 있을 것인 농촌을 덮쳐 주민을 몰살로 하는 작전(집단 학살) 에 나왔다. 한편으로 게릴라도 정부군에게 협력하고 있는 농촌을 선택적으로 덮쳐, 이러한 중미의 나라들의 농민은 양퇴진곡에 빠져 학살되었다.

### 과테말라
과테말라에서는 1954년 하코보 아르벤스 대통령이 유나이티드 프루츠의 토지의 유상으로의 접수를 결정했던 것에 미국 중앙정보국 (CIA)이 개입해(PBSUCCESS 작전) 「공산주의자」라고 여겨진 약 천 명이 살해되어 정권이 전복되었다. 1959년에는 CIA가 과테말라군의 반카스트로 군사 훈련을 개시하는 등 군과 CIA의 연결은 있었지만, 학생 운동, 농민 운동, 노동 운동으로부터 수파의 게릴라까지 민주화로부터 혁명을 요구하는 세력까지가 다수 존재했다.
그 중에 「반게릴라 활동」으로서 「라 마노 브란카」(흰 손) 등의 죽음의 부대가 창설되었다. 1962년에는 미그린 베레에 의한 「대게릴라 훈련」이 이사발 현에서 시작되었다. 1966년 우파의 후리오 세사르 멘데스 몬테네그로 대통령이 취임하면 미군사 고문의 존 D. 웨바 대령의 의향으로 그린 베레도 참가해 사카파현에서 약 1만 5천명을 살해했다.
카를로스 아라나 오소리오 대령이 사령관이 되어 「사카파의 살육자」의 칭호를 얻었다(웨바 자신은 1968년에 반대로 게릴라에 의해 암살되었다). 그것과 동시에미국때개발국 (USA ID)은 공안국을 통해서 과테말라 경찰을 훈련했다. 그리고 과테말라군통합 참모본부 제2국(G2)이나 대통령 참모본부(EMP)라는 군정보 기관이 활동했다. 1978년 5월 28일에는 농지 해방을 요구하는 마야계 선주민의 농민에 대한 판소스의 학살이 이루어졌다. 1982년 3월 쿠데타에 의해 에프라인 리오스 몬트 대통령이 취임하면 6월에 「민간 자위 패트롤」(PAC, 자경단의 징용, 90만명)을 창설, 이후 마야계도 포함한 「자경단」에 의한 학살이 계속 된다. 7월 18일의 산체스 평원의 학살 등 약 440의 마을이 마을마다 학살을 받아, 내전 기간중의 희생자는 20만 명에 달한다고 보여지고 있다.
1996년 알바로 아르스 대통령에 의해 게릴라와의 평화 합의가 성립해, 내전은 종결했다. 학살에 대한 국제적인 비난이나 국내에서의 대처는 존재하는 것의 진상 구명에 대한 압력이 계속되고 있다. 1998년 4월 26일 역사적 기억 회복 프로젝트(REMHI)의 책임자 호안 호세 에라르디 주교가 암살되었다. 또 학살에의 군의 관여를 공식으로 인정해야 한다고 비판한 남편 노아크 대령이 체포되었다.

### 엘살바도르
엘살바도르군은 국내에서 더러운 전쟁을 실시하고 있던 아르헨티나군의 지도 아래에 대게릴라전을 배웠다.
1973년 이후, 극우에 의한 테러의 폭풍우가 엘살바도르 국내에서 불어 거칠어졌다. 군내부의 죽음의 부대는 Esquadron de la Muerte(EM, 암살 부대)로 불려 군내의 극우, 보수 반동파, 퇴역군인, 예비역 군사, 현역 경관 등에서 되어, 노동조합 구성원 등을 시작으로 해 학자, 의사, 변호사, 학생, 농민, 신부, 비구니, 져널리스트 등 다방면에 건너는 시민을 밤마다 계속 암살했다. 상기에 든 이외의 시민이라도 보임을 위해서만 암살된 것도 다수 내려 그 중에는 여성이나 아이도 포함되어 있었다.
「14가족」이라고 불리는 국내의 부유층의 자금 원조에 의해 활동을 계속해 암살된 사람중에는 아메리카 합중국으로부터 파견된 비구니나, 좌우 양파의 테러가 불어 거칠어지는 가운데 국민적인 인기를 유지하고 있던 오스칼 로메로 신부 등도 포함되어 특히 로메로 신부의 암살 후, 엘살바도르 내전이 시작되는 것이다.
이와 같이 해 인구 500만에 못 미친 나라에서, 1979년 10월부터 1987년 10월의 8년간에서, 죽음의 부대를 포함한 치안 부대에 살해된 국민의 수는 약 62,000명에, 행방불명자는 약 5,000명에, 난민은 100만 명 이상에 이르렀다.
내전 종결후도 암살 부대의 행동은 멈추지 않고, 현재도 심야에 배회해, 사회 정화 작전이라고 칭해 비행 소년 등을 암살하고 있다.

### 온두라스
온두라스는 중미 분쟁으로 전장이 되지 않았지만, 온두라스를 거점으로 하고 있던 니카라과의 반정부 조직 콘트라나 온두라스군도 국내에서 더러운 전쟁을 실시하고 있던 아르헨티나군의 지도 아래에 대게릴라전을 배웠다. 다만, 이 기술이 온두라스인에 사용되는 사태는 되지 않았던 것 같다.

### 쿠바
미국은 "카리브에 떠오르는 붉은 섬" 쿠바에 대해 경제 제재를 계속, 후르헨시오 바티스타를 추방한 피델 카스트로의 사회주의 정권을, 반혁명 용병군이나 「쿠바계 미국인 재단」을 이용해 타도하려고 반복해 시도하고 있다. 핏그스만사건을 참조.

## 남미
중미와 같이 거의 모든 나라가 라틴 아메리카이며, 쿠바 혁명 이후, 혁명에 영향을 받은 게릴라가 무장 투쟁을 개시해, 많은 나라에서는 내전 상태가 되었다. 치안 회복을 위해서 각국의 국군이 미국의 원조와 지도 아래에 쿠데타를 일으켜, 게릴라 관계자나 노동조합 관계자, 좌익으로 간주해진 인간, 및 완전히 무관계의 시민을 차례차례로 암살하며 갔다.
남부 남미에서는 농촌민을 몰살로 하는 집단 학살 작전에는 나오지 않기는 했지만, 호쿠부, 중부 안데스의 콜롬비아나 페루에서는, 중미와 같이 미군의 지도를 받아 대게릴라전을 배워, 많은 농촌에서 정부군이나 파라 밀리터리에 의해 집단 학살을 했다

### 브라질
브라질에서는, 1964년에 지금까지의 좌파 민족 정권을 쿠데타로 추방하고, 이 지역에서 최초의 관료주의적 권위주의 체제로 불리는 군사 정권이 탄생한 것을 기회로, 군부에 의한 반대파의 탄압이 시작되었다. 삼바나 보사노바나 카르나바르의 내용까지도 검열되어 많은 아티스트가 브라질을 떠나 갔다. 1985년에 간신히 민정 이관했다.
또, 죽음의 부대로 불릴 정도는 아니지만, 대지주가 사람을 고용하고 토지 개혁을 호소하는 농민을 암살시키는 사건도 일어나고 있다.
덧붙여 현재는 치안 개선을 위해서 빈곤으로부터 절도나 강도를 반복하는 부랑아를 차례차례로 학살해, 거기에 관련된 아이들을 차례차례로 죽여 가는 암살 조직을 가리키는 것이 많다. 이러한 조직은 군경찰과 밀접하게 결합되고 있는 것이 많아, 멤버중에 현직의 경관도 포함되어 있다. 부랑아의 절도나 강도의 피해를 당한 점주가 군경찰경관에게 「청소」라고 칭해 그들의 살해를 의뢰하고 있는 패턴이 대부분이다.

### 아르헨티나
아르헨티나에서는 정권을 잡은 좌익 민족주의자의 포푸리 스튜디오, 후안 페론이 보수파 군인에 의해서 추방되면, 그것까지도 안정되지 않았던 아르헨티나의 정치는 더욱 불안정화해, 페로니스타와 군부의 사이에 항쟁이 계속되었다. 군부는 페로니스타를 표적으로 암살을 시작했지만, 쿠바 혁명의 영향을 받아 페로니스타측으로부터 몬트네이로스를 대표로 하는 게릴라가 나타나 무장 투쟁을 시작하면, 군인이나 연루가 된 일반인이 희생이 되었다.
군부는 정국을 거두기 위해서 페로니스타와의 화해를 목표로 해, 1973년에 자유 선거로 승리한 페론이 돌아왔지만, 곧바로 사망해, 후를 이은 아내 이사벨 페론에도 곤란한 정국을 거두는 일은 할 수 없었다. 이렇게 페로니스타의 무능력 때문에, 홀헤 라파엘 비데라 장군이 1976년에 쿠데타를 일으켜, 아르헨티나에서도 관료주의적 권위주의 체제로 불리는 군사 정권이 탄생했다.
정권을 잡은 군부는 이번은 페로니스타, 노동조합 관계자, 좌익, 무관계의 시민에게 목적을 정해 일련의 더러운 전쟁으로 8,000명 모두 30,000명이라는 시민을 암살했다.
이렇게 길러진 게릴라 탄압 기술은 중미 분쟁으로 각국의 정부군이나 극우 민병대에게 전수되었지만(아르헨티나 connection), 1982년의 마르비나스 전쟁의 패배에 의해 군부의 위신은 쇠퇴해 군사 정권의 인권침해의 죄를 소추하지 않는 것을 조건에 민정 복귀했지만,  2000년대에 들어오면 당시의 대통령이나 군인에 의한 인권침해는 소추 되기 시작해 수감되는 사례도 나와 있다.

### 칠레
칠레에서는, 1970년에 성립한 살바도르 알렌데의 인민 연합 정권은 포프리스모적인 정책을 취해, 사회 개혁을 실시했지만, 급진적인 개혁과 그에 대한 미국 등의 경제적 정치적인 방해로 외화를 다 써 버려, 경제는 대혼란했다.
1973년 9월 11일, 아우구스트 피노체트가 인솔하는 군은 알렌데가 틀어박힌 모네다 궁전을 공격해, 알렌데는 항전의 끝에 사망했다. (칠레 쿠데타)
칠레의 군사 정권은 주변 제국에서도 가장 어려운 것이어, 쿠데타 직후부터 인민 연합 사냥을 해 칠레군은 철저하게 좌익이나 나카미치의 반체제파의 숙청에 착수해, 곧바로 빅토르 배를 시작으로 하는 시민이 산치아고 스타디움에 모아져 학살되었다.
이와 같이 쿠데타 직후의 몇 일간에만 학살된 인원수는, 군사 정권의 발표에 의한 최소의 견적에서는 6,000명에, 국제기관등의 보고를 서로 비추는 타견적에 의하면, 최대에서는 100,000명 이상에 이른다. 그리고 이러한 인권침해는 피노체트 정권을 통해서 계속되어, 격렬함을 늘려 갔다.
그 후 높아지는 국제적인 비판에 의해, 1990년에 간신히 민정 이관이 이루어졌지만, 아우구스트 피노체트는 그 후도 칠레군총사령관으로서 은연인 영향력을 유지하면서 생애를 끝냈다. 칠레는, 그 후에 급속한 민주화를 추진해 2007년의 트란스페아렌시 인터내셔널에 의한 세계 부패 국가 랭킹에서는 라틴 아메리카 최고 순위의 22위가 되어, 역내에서 가장 부패하고 있지 않은 법치국가라고 평가되었다.

### 우루과이
우루과이에서는 1950년대 후반 이후, 축산품단일 재배 경제가 침체하면, 라울 센딕 안토나시오가 도시 게릴라 투파마로스를 조직 해, 혁명을 목표로 해 몬테비데오로 활동했다. 그리고 트파마로스가 몬테비데오에서 활동하는 것에 따라, 아메리카 합중국의 지원을 받아 우루과이 군부는 서서히 죽음의 부대를 육성하며 갔다.
트파마로스는 1972년에 내전 선언이 나오면 금세 소멸했지만, 군부는 트파마로스를 괴멸 시킨 담보로 해서 정치에 개입하기 시작해 1973년 이후는 사실상의 군정이 깔렸다. 이렇게 우루과이에서도 군부에 의해 관료주의적 권위주의 체제(브라질형 군정)가 성립했다.
그 후 군정하에서는, 인구 3백만 명의 국으로 실로 30만명이 블랙 리스트로서 감시된다는 비정상인 경찰 국가 체제가 완성했다. 학교나 직장에 군부의 밀고자가 잠입해, 반체제적인 언동을 한 인간은 가차 없이 형무소에 보내졌다.
가스 공장에서의 이취 소란에 의해 사보타쥬 사건이 발생하면, 군이 출동해 무리하게 노동자를 일하게 해 결과 많은 노동자가 사망하는 등의 사건이 일어났던 것도 요즘이다. 이러한 억압적인 군정을 싫어해, 우루과이인의 17%에 이르는 50만명이 나라를 버리고 갔다고 한다.
1981년에 군부는 군정의 합법화를 의도한 국민투표를 실시했지만, 엄중한 통제하에 놓여진 이 투표로 군사 정권은 우루과이 국민에게 No를 들이댈 수 있어 1985년에 간신히 민정 이관했다.

### 파라과이
파라과이에서도 1954년부터 시작된 알프레도 스트로에스넬 장군의 장기 독재 시대에는 죽음의 부대와 같은 것이 존재했다.
또, 죽음의 부대로 불릴 정도는 아니지만, 현재도 브라질과 같이 대지주가 사람을 고용하고 토지 개혁을 호소하는 농민을 암살시키는 사건도 일어나고 있다.

## 같이 보기
- 더러운 전쟁
- 미국 제국 - 민주화
- 하이티의 진보와 발전을 위한 전선 - 똑똑・마크트
- 콜롬비아 자위군연합
- 테러리스트
- 국제 형사 재판소
- 라틴 아메리카 카리브 제국 공동체
- 서반구 안전 보장 협력 연구소
- 암살 부대

## 참고 문헌
- 역사적 기억의 회복 프로젝트 편집 이이지마 미도리호기지기 신카와 시호코 역 「과테말라 학살의 기억」진실과 화해를 요구해 이와나미 서점 2000년 10월 ISBN 4000004484
- William Blum, The CIA, A Forgotten History: U.S. Global Interventions Since World War 2, London: Zed Books, 1986, 428p
- 크리스토퍼 힛틴스 저이노우에 야스시호역 「미국의 음모와 헨리-・키신저-」슈우에이샤 2002년
- Richard Tanter, Mark Selden, Stephen R. Shalom Bitter Flowers, Sweet Flowers: East Timor, Indonesia, and the World Community, Rowman & Littlefield Publishers, Inc., March 14, 2001, 종이 표지 책 ISBN 0742509680 March 21, 2001, 장정판 ISBN 0742509672
- Patricia Verdugo, Los Zarpazos del Puma
- Gervasio Sanchez, La caravana de muerte